# Seznam chráněných území v okrese Beroun
Toto je seznam chráněných území v okrese Beroun aktuální k srpnu 2018, ve kterém jsou uvedena chráněná území v oblasti okresu Beroun.
| Kód  | Obrázek                                     | Typ  | Název                        | Rozloha (ha) | Galerie Commons                                                       | Popis území | Souřadnice                       |
| ---- | ------------------------------------------- | ---- | ---------------------------- | ------------ | --------------------------------------------------------------------- | --- | -------------------------------- |
| 2079 | Pohled na lokalitu                          | PP   | Branžovy                     | 0,23         | Kategorie „Branžovy“ na Wikimedia Commons                             | Cenná lokalita s výskytem zvláště chráněných druhů rostlin                                                                               | 49°58′58″ s. š., 14°10′14″ v. d. |
| 6018 | Jinecké hřebeny z Houpáku                   | CHKO | Brdy                         | 34 499,3427  | Kategorie „CHKO Brdy“ na Wikimedia Commons                            | Harmonicky utvářená převážně lesní krajina Brdské vrchoviny se zachovalými ekologickými funkcemi                                         | 49°45′52″ s. š., 13°53′30″ v. d. |
| 22   | Výhled na Berounku z Tetína směrem k Srbsku | CHKO | Český kras                   | 13 200       | Kategorie „Český kras“ na Wikimedia Commons                           | | 49°56′27″ s. š., 14°9′44″ v. d.  |
| 5981 |                                             | PP   | Housina                      | 183,55       | Kategorie „Housina“ na Wikimedia Commons                              | Dubohabřiny asociace Galio-Carpinetum, eurosibiřské stepní doubravy a polopřirozené suché trávníky a facie křovin na vápnitých podložích | 49°52′25″ s. š., 14°0′58″ v. d.  |
|      | Vrchol Stožce                               | PřP  | Hřebeny                      | 18 400       | Kategorie „Natural park Brdy-Hřebeny“ na Wikimedia Commons            | | 49°52′36″ s. š., 14°11′37″ v. d. |
| 6197 | Jindřichova skála                           | PP   | Jindřichova skála            | 5,28         | Kategorie „Jindřichova skála“ na Wikimedia Commons                    | Skalní útvary s projevy mrazového zvětrávání a na ně vázané ekosystémy                                                                   | 49°46′5″ s. š., 13°52′53″ v. d.  |
| 849  |                                             | PR   | Jouglovka                    | 3,41         | Kategorie „Jouglovka“ na Wikimedia Commons                            | Buližníkový kamýk s přirozenou flórou | 49°55′55″ s. š., 13°50′23″ v. d. |
| 548  | Karlické údolí                              | PR   | Karlické údolí               | 214,11       | Kategorie „Karlické údolí“ na Wikimedia Commons                       | Hluboké údolí s lesními, lesostepními a stepními společenstvy                                                                            | 49°56′51″ s. š., 14°15′7″ v. d.  |
| 164  | Lesy v okolí hradu Karlštejn                | NPR  | Karlštejn                    | 1 547        | Kategorie „Karlštejn (national nature reserve)“ na Wikimedia Commons  | Nejtypičtější a nejrozsáhlejší ukázka přírody Českého krasu                                                                              | 49°57′40″ s. š., 14°9′27″ v. d.  |
| 639  | NPP Klonk u Suchomast                       | NPP  | Klonk                        | 8,91         | Kategorie „Klonk (national natural monument)“ na Wikimedia Commons    | Klasická lokalita Barrandienu, světově uznávané rozhraní siluru a devonu                                                                 | 49°54′3″ s. š., 14°3′41″ v. d.   |
| 219  | Přírodní rezervace Kobyla                   | PR   | Kobyla                       | 18,50        | Kategorie „Kobyla (Český kras)“ na Wikimedia Commons                  | Unikátní stepní a lesostepní vegetace s výskytem dřínových doubrav                                                                       | 49°54′38″ s. š., 14°4′59″ v. d.  |
| 177  | Kodská jeskyně                              | NPR  | Koda                         | 463,64       | Kategorie „Koda (national nature reserve)“ na Wikimedia Commons       | Ochrana krajinného rázu, zvířeny a květeny                                                                                               | 49°56′10″ s. š., 14°7′1″ v. d.   |
| 1007 | Národní přírodní památka Kotýz              | NPP  | Kotýz                        | 31,00        | Kategorie „Kotýz“ na Wikimedia Commons                                | Vápencový ostroh s krasovými jevy | 49°55′ s. š., 14°2′48″ v. d.     |
| 24   | Buližníkové skalisko v CHKO Křivoklátsko    | CHKO | Křivoklátsko                 | 63 000       | Kategorie „CHKO Křivoklátsko“ na Wikimedia Commons                    | | 49°57′32″ s. š., 13°52′50″ v. d. |
| 691  | Zarůstající lom Kozolupy                    | PP   | Lom Kozolupy                 | 2,00         | Kategorie „Lom Kozolupy“ na Wikimedia Commons                         | Významná paleontologická lokalita | 49°57′38″ s. š., 14°11′37″ v. d. |
| 5955 | Cesta na Lounín                             | PP   | Lounín                       | 19,23        | Kategorie „Lounín (natural monument)“ na Wikimedia Commons            | Hercynské dubohabřiny a suché širokolisté trávníky s výskytem řady chráněných druhů rostlin a živočichů                                  | 49°54′35″ s. š., 14°0′52″ v. d.  |
| 5739 |                                             | PR   | Na Voskopě                   | 31,49        | Kategorie „Na Voskopě“ na Wikimedia Commons                           | Zvláště chráněné druhy živočichů a rostlin, geologický reliéf s povrchovými krasovými jevy, krasovými kapsami a jejich výplněmi          | 49°54′16″ s. š., 14°4′14″ v. d.  |
| 1008 | Lom v PP Otmíčská hora                      | PP   | Otmíčská hora                | 5,3          | Kategorie „Otmíčská hora“ na Wikimedia Commons                        | Skalní stepi a teplomilný háj s bohatou květenou                                                                                         | 49°51′48″ s. š., 13°56′53″ v. d. |
| 848  | Teplomilné stráně PP Stará Ves              | PP   | Stará Ves                    | 1,94         | Kategorie „Stará Ves (natural monument)“ na Wikimedia Commons         | Teplomilná společenstva na diabasovém podkladu                                                                                           | 49°57′47″ s. š., 13°59′37″ v. d. |
| 6193 | PP Stroupínský potok                        | PP   | Stroupínský potok            | 1,1612       | Kategorie „Stroupínský potok (natural monument)“ na Wikimedia Commons | Výskyt chráněných živočichů raka kamenáče, raka říčního a střevle potoční a biotopy těchto druhů                                         | 49°54′ s. š., 13°55′39″ v. d.    |
| 1009 | Studánky u Cerhovic                         | PP   | Studánky u Cerhovic          | 9,50         | Kategorie „Studánky u Cerhovic“ na Wikimedia Commons                  | Prameniště se vzácnou květenou | 49°50′46″ s. š., 13°48′33″ v. d. |
| 5605 |                                             | PP   | Syslí louky u Loděnice       | 4,71         | Kategorie „Syslí louky u Loděnice“ na Wikimedia Commons               | Ochrana původní populace kriticky ohroženého druhu živočicha sysla obecného                                                              | 49°59′4″ s. š., 14°9′46″ v. d.   |
| 439  | Špičatý vrch-Barrandovy jámy                | PP   | Špičatý vrch-Barrandovy jámy | 2,80         | Kategorie „Špičatý vrch-Barrandovy jámy“ na Wikimedia Commons         | Významná lokalita zkamenělin | 49°58′54″ s. š., 14°9′30″ v. d.  |
| 597  | Tetínské skály                              | PR   | Tetínské skály               | 18,08        | Kategorie „Tetínské skály“ na Wikimedia Commons                       | Lomové odkryvy podloží se zbytky skalních stepí                                                                                          | 49°56′56″ s. š., 14°7′7″ v. d.   |
| 847  | Trubínský vrch                              | PP   | Trubínský vrch               | 3,94         | Kategorie „Trubínský vrch“ na Wikimedia Commons                       | Skalní step na diabasech | 49°56′38″ s. š., 13°59′46″ v. d. |
| 840  | Týřov                                       | NPR  | Týřov                        | 420,00       | Kategorie „Týřov (nature reserve)“ na Wikimedia Commons               | Reprezentativní území Křivoklátska s přirozenými lesy, lesostepí a skalní stepí                                                          | 49°58′50″ s. š., 13°48′7″ v. d.  |
| 550  |                                             | PR   | Voškov                       | 29,88        | Kategorie „Voškov“ na Wikimedia Commons                               | Bučiny a suťové porosty s bohatým bylinným patrem                                                                                        | 49°55′5″ s. š., 14°11′5″ v. d.   |
| 514  | Vrchol Vraní skály                          | PP   | Vraní skála                  | 20,67        | Kategorie „Vraní skála“ na Wikimedia Commons                          | Buližníková skála, vyhlídkový bod | 49°55′39″ s. š., 13°56′29″ v. d. |
| 851  | Potok Vůznice                               | NPR  | Vůznice                      | 231,22       | Kategorie „Vůznice (nature reserve)“ na Wikimedia Commons             | Soubor přirozených lesních a lesostepních společenstev Křivoklátska                                                                      | 50°0′59″ s. š., 13°59′14″ v. d.  |
| 648  | Háj na vrcholu hřebenu                      | PP   | Zahořanský stratotyp         | 1,52         | Kategorie „Zahořanský stratotyp“ na Wikimedia Commons                 | Výchoz záhořanských vrstev českého ordoviku s fosilní faunou                                                                             | 49°56′53″ s. š., 14°1′41″ v. d.  |
| 531  | Zdická skalka u Kublova                     | PP   | Zdická skalka u Kublova      | 0,57         | Kategorie „Zdická skalka u Kublova“ na Wikimedia Commons              | Vypreparovaná buližníková skála | 49°56′27″ s. š., 13°53′22″ v. d. |
| 549  | Zlatý kůň                                   | NPP  | Zlatý kůň                    | 37,00        | Kategorie „Zlatý kůň“ na Wikimedia Commons                            | Soustava krápníkových jeskyň s fosiliemi a zbytkem penězokazecké dílny                                                                   | 49°54′57″ s. š., 14°4′9″ v. d.   |